# Cal Tomasó
Cal Tomasó és un habitatge a la vila de Sallent (Bages) catalogat a l'Inventari del Patrimoni Arquitectònic de Catalunya. El carrer del Cós, on es troba l'edifici, fou urbanitzat durant el segle xvi. Casa típica d'una família pagesa resident a la vila. Està composta de planta baixa destinada a magatzem-celler, el primer pis ho és a habitatge, i el segon a golfes-magatzem. La porta d'entrada està composta per un arc adovellat de pedra picada, la finestra del primer pis és del mateix material. La façana actualment es troba desplaçada cap endavant.